# خوسيه كارلوس غوميز فيلهو
خوسيه كارلوس غوميز فيلهو (بالبرتغالية: José Carlos Gomes Filho) هو لاعب كرة قدم برازيلي في مركز الوسط، ولد في 4 أكتوبر 1979 في ريو دي جانيرو في البرازيل. لعب مع موتو كلوب ونادي أونياو دا ماديرا ونادي إيتوانو ونادي خورخي ويلسترمان ونادي رابوتنيتشكي ونادي فاردار.

## وصلات خارجية
- خوسيه كارلوس غوميز فيلهو على موقع قاعدة بيانات كرة القدم.إي يو (الإنجليزية)
- خوسيه كارلوس غوميز فيلهو على موقع Soccerway.com (الإنجليزية)